# Katarantus
Katarantus, zabarwian (Catharanthus) – rodzaj rośliny należący do rodziny toinowatych (Apocynaceae). Obejmuje 8 gatunków, z czego 7 jest endemicznych dla Madagaskaru. Ósmy gatunek, C. pusillus, występuje naturalnie na terenie Indii i Sri Lanki. Katarantus różowy (C. roseus), jeden z endemitów Madagaskaru, został rozpowszechniony na całym świecie jako roślina ozdobna.

## Systematyka
Wykaz gatunków:
- Catharanthus coriaceus Markgr.
- Catharanthus lanceus (Bojer ex A.DC.) Pichon
- Catharanthus longifolius (Pichon) Pichon
- Catharanthus ovalis Markgr.
- Catharanthus pusillus (Murray) G.Don.
- Catharanthus roseus (L.) G.Don. – katarantus różowy, barwinek różowy
- Catharanthus scitulus (Pichon) Pichon
- Catharanthus trichophyllus (Baker) Pichon